# Galbula hylochoreutes
Galbula hylochoreutes es una especie extinta de jacamar, pequeñas aves del orden de las Coraciiformes. Fue descubierta en la formación geológica La Victoria, en el yacimiento fósil de La Venta, en la actual Colombia, en yacimientos que datan de mediados del período Mioceno (entre 13 y 11 millones de años), siendo descrita a partir de un extremo de su húmero derecho. Pese a lo escaso de este registro, posee características distintivas que permiten clasificarla como una especie distinta: la cabeza de este húmero es mayor que la de los modernos jacamares (Galbula), por lo que su tamaño general sería también algo mayor; el tubérculo de dicha cabeza es robusto y la inserción del músculo húmero-escapulo-caudal es muy grande, lo que indica un fuerte desarrollo de los músculos de su pecho y brazos, dándole capacidad para vuelos acrobáticos, de manera similar a las aves de las familias Tyrannidae (tiranos, mosqueros, tijeretas) y Meropidae (abejarucos), lo cual motivó su nombre científico de G. hylochoreutes, que en griego significa "danzarín de los bosques", refiriéndose al ambiente selvático en el que esta ave habría habitado. Su aspecto general habría sido similar al del jacamar colilargo, Galbula dea.